# 拉拉鄂斯族
拉拉鄂斯族（卑南語：Raranges），是卑南族南王部落神話中的族群，生活在現今的卑南遺址上，是鄰近卑南族的死對頭，後來因為得罪阿魯拿焰（arunayan）和阿魯曝烷（arupuwan）兩兄弟，被兩人詛咒而毀滅。

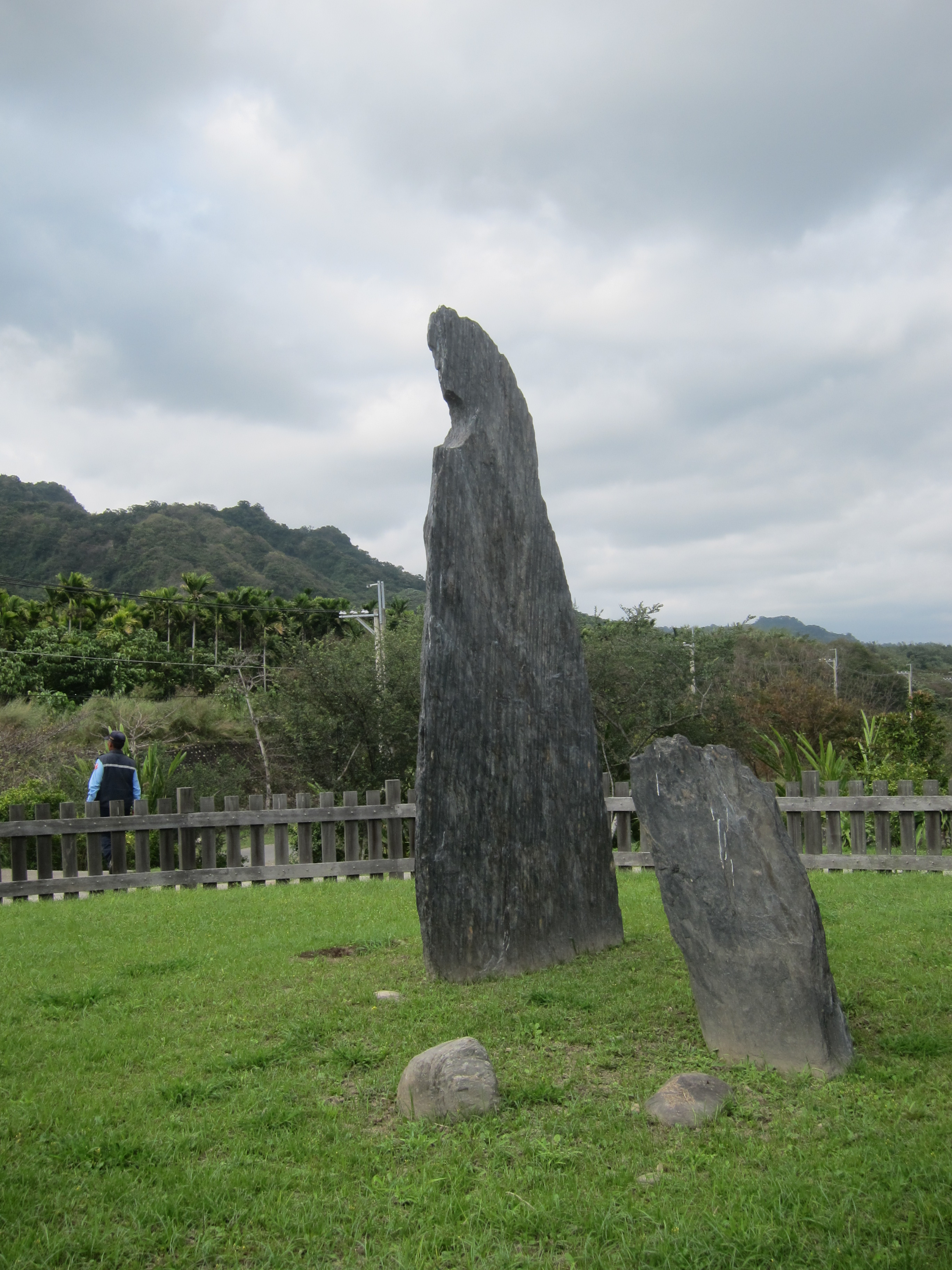
卑南遺址的月形石柱

## 傳說

### 結怨
拉拉鄂斯族和卑南族之間因為傳說中的阿美族美女：莎娃的事情而成為世仇，此部分的內容主要出自太巴塱部落的傳說。

### 風箏
阿魯拿焰和阿魯曝烷兩人在一次意外中為了保護妹妹而殺死了蛇、觸犯部落的大忌而被驅逐，兩人在又渴又餓之下只能跑去鄰近的拉拉鄂斯族的甘蔗田裡偷吃甘蔗，雖然前幾次兩人都故意裝成小動物的樣子，但還是被發現了，阿魯曝烷被他們抓住並關在會所中。為了拯救弟弟，阿魯拿焰用藤片做出很大的風箏，放到天上去，讓拉拉鄂斯人覺得很奇怪，弟弟趁機要求他們讓他一起看，並且說只要把自己放出來並給他一把刀，他就可以幫他們抓住風箏，而哥哥在看到弟弟靠近風箏時，就讓風箏飛低，弟弟趁機抓住風箏，逃離拉拉鄂斯族的部落。
據說阿魯曝烷在抓住風箏時把手中的刀隨手丟掉，正好把一個懷孕的女人肚子從中剖開，一個嬰孩變成兩個嬰孩，所以從此有了雙胞胎。而弟弟在逃離之後為了降落而用力蹬地的結果，也在附近的富源山上留下被卑南族稱為馬力瓦斯特的山峰，意思是「雙腳推土山」。

### 毀滅
兄弟倆在逃離之後，為了向拉拉鄂斯族報仇而去巴巴都蘭（babatulan，卑南遺址附近）請教他們的外婆妲達姥（tadanaw）有什麼方法，妲達姥首先降下了黑暗，但不太有用而且也造成兩兄弟的不便，因此兩兄弟去都蘭山借了隻白色的雞讓牠啼叫，叫了第三次天又亮了。兩兄弟再問其他的方法，妲達姥便建議他們製造地震，於是他們先用石頭把外婆的房子圍起來避免被波及後，開始製造地震和火災，地震使得拉拉鄂斯族居住的達拉拉布灣（talalabuwan）幾乎毀滅化為廢墟，就算沒有倒塌的房子也成為了石頭。
之後，兩兄弟照著部落長老的指示，清晨去聽鳥占，聽到其中一隻鳥要他們以祖靈屋祭拜的儀式祭拜拉拉鄂斯族，而他們曾經生活的達拉拉布灣也被卑南族人視為禁地。

## 真身
因為拉拉鄂斯族生活的地方就是今日的卑南遺址，他們很有可能就是卑南遺址的居民，而神話本身則是反應了卑南文化衰落的原因。關於他們的身分，卑南族人認為他們是阿美族的其中一支氏族，但在馬蘭阿美的神話裡，卻也有一對阿美族兄弟製作風箏逃離卑南族的情節，而現今阿美族的莿桐部落附近，也有一顆上面留有切痕的石頭，認為是當時放風箏時將線綁在上頭的石頭，並且在那時留下了切痕。